# Édika
Édika, pseudonimo di Édouard Karali (Il Cairo, 17 dicembre 1940), è un fumettista francese.

## Carriera
I suoi fumetti, pubblicati in riviste francesi come Pilote, Charlie Mensuel, Psikopat e Fluide Glacial, sono stati tradotti in inglese (pubblicati dalla Knockabout Comics), spagnolo, tedesco (Alpha Comics), svedese (Epix), greco (nella rivista Babel) e in Italia, negli anni ottanta, dove ha pubblicato diversi fumetti comico-demenziali per la rivista Totem Comic e vari volumi di raccolte intitolate "Racconti scellerati". Inoltre, nel 2010 le edizioni comma22 hanno pubblicato il suo albo Tango Fetido.
Il personaggio chiave, tormentone di ogni sua striscia o saga, è l'osceno gatto Clark Ghéibol (Gaybeul in lingua originale) della famiglia Proko.

## Opere

### Edizioni Fluide Glacial
1. Débiloff profondikoum (bianco e nero, 1981, 56 pagine)
2. Homo-sapiens connarduss (bianco e nero, 1982, 56 pagine)
3. Yeah ! (bianco e nero, 1982, 56 pagine)
4. Absurdomanies (bianco e nero, 1983, 56 pagine)
5. Sketchup (bianco e nero, 1983, 56 pagine)
6. Désirs exacerbés (bianco e nero, 1984, 56 pagine)
7. Happy-ends (bianco e nero, 1985, 56 pagine)
8. Tshaw ! (bianco e nero, 1985, 56 pagine)
9. Knock out ! (bianco e nero, 1986, 56 pagine)
10. Concertos pour omoplates (bianco e nero, 1987, 56 pagine)
11. Orteils coincés (bianco e nero, 1988, 56 pagine)
12. Bluk-bluk zogotounga (bianco e nero, 1988, 56 pagine)
13. Pyjama blouze (bianco e nero, 1989, 56 pagine)
14. Bi-bop euh… loula (bianco e nero, 1990, 56 pagine)
15. Splatch ! (bianco e nero, 1990, 56 pagine)
16. Relax max (bianco e nero, 1991, 56 pagine)
17. Big noz (bianco e nero, 1992, 56 pagine)
18. Melon bago (bianco e nero, 1993, 56 pagine)
19. Destins yaourt (bianco e nero, 1994, 56 pagine)
20. Ploucs show (bianco e nero, 1995, 56 pagine)
21. Pom-pom pidou-waah (bianco e nero, 1996, 56 pagine)
22. Mission Bizou (bianco e nero, 1997, 56 pagine)
23. La double vie de Clark Gaybeul (bianco e nero, 1998, 56 pagine)
24. Crobards ine love (bianco e nero, 1999, 56 pagine)
25. Beuaaark (bianco e nero, 2000, 56 pagine)
26. Ça swing (bianco e nero, 2001, 56 pagine)
27. Peurs bleues (bianco e nero, 2002, 56 pagine)
28. Aïe woze djoking (a colori, 2003, 48 pagine)
29. Bye-bye tango (a colori, 2004, 48 pagine)
30. Abru Cadabru (a colori, 2005, 48 pagine)
31. Hardluck (a colori, 2006, 48 pagine)
32. Imprévus au menu (a colori, 2007, 48 pagine)
33. Clark Gaybeul, Tome 1 : Petites lâchetés (a colori, 2008, 48 pagine)
34. Héroïques loosers (a colori, 2011, 48 pagine)
35. Histoires obliques (a colori, 2013, 64 pagine)
36. Mezzé Falafel (a colori / bianco e nero, 2015, 48 pagine)
37. Pas d'panique ! (a colori / bianco e nero, 2018, 64 pagine)